# ВІЛ-інфекція серед ЧСЧ в Узбекистані
Чоловіки, які мають секс з чоловіками (ЧСЧ), належать до вразливих щодо ВІЛ груп. За даними ЮНЕЙДС, ймовірність ВІЛ-інфікування ЧСЧ приблизно в 20 разів вища за аналогічний показник для загального населення. Показники ВІЛ-інфекції серед людей, що змінили свою статеву приналежність, віріюють від 8 до 68% залежно від країни або регіону. 

## Ситуація з ВІЛ у цілому
За даними ЮНЕЙДС у 2017 році в регіоні Східна Європа та Центральна Азія (СЄЦА) налічувалось 1,4 млн людей, що живуть з ВІЛ (ЛЖВ). 95% нових випадків ВІЛ припадає на представників уразливих груп. 
В Узбекистані перші випадки ВІЛ-інфекції виявлено 1987 р. і до 2000 р. фіксувались лише поодинокі випадки серед громадян країни: за 12 років 76 випадків ВІЛ-інфекції. Зростання кількості нових випадків ВІЛ почався з 2000 року, коли їх кількість збільшилась удвічі. На початок 2018 року оціночна кількість ЛЖВ в Узбекистані досягає 46193 чол., а кількість виявлених випадків ВІЛ-інфекції становить 37861. Поширеність ВІЛ серед дорослого населення 15-49 років склала 0,3% в 2017 р. Того ж року зареєстровано 4025 нових випадків ВІЛ-інфекції, з них 57% серед чоловіків і 43% — серед жінок. 
Тривалий час серед шляхів передачі ВІЛ домінував парентеральний, а з 2010 року на перше місце вийшов статевий. У 2017 році на статевий шлях передачі припадало 2796 випадків (69,5%), на парентеральний — 785 випадків (19,5%), вертикальний — 11 випадків (0,3%). У країні існує обов'язкове тестування на ВІЛ статевих партнерів ВІЛ-інфікованих. 
Варто відзначити, що в цілому по країні населення слабко орієнтується в питаннях ВІЛ, а люди, що живуть з ВІЛ асоціюються з «антисоціальною поведінкою». Інформація про ВІЛ-інфекції практично відсутня в ЗМІ. Мало інформації про місця та способи проходження тестування на ВІЛ. Серед населення переважають забобони і стереотипи про шляхи інфікування ВІЛ. Широко поширена також стигма і дискримінація у зв'язку з ВІЛ, що перешкоджає тестуванню. 
В Узбекистані епідемія ВІЛ кваліфікується як концентрована: вірус в основному поширений серед уразливих груп — людей, що вживають ін'єкційні наркотики (ЛВІН), секс-працівників (СР), чоловіків, які мають секс з чоловіками, а також серед трудових мігрантів. Поширеність ВІЛ серед ЛВІН — 5,6%, СР — 2,9%, ЧСЧ — 3,3%. 
Поширеність ВІЛ серед ЧСЧ в сусідніх країнах становить: Казахстан — 6,1%, Туркменістан — 2%, Киргизстан — 6,3%, Таджикистан — 2,7%. 

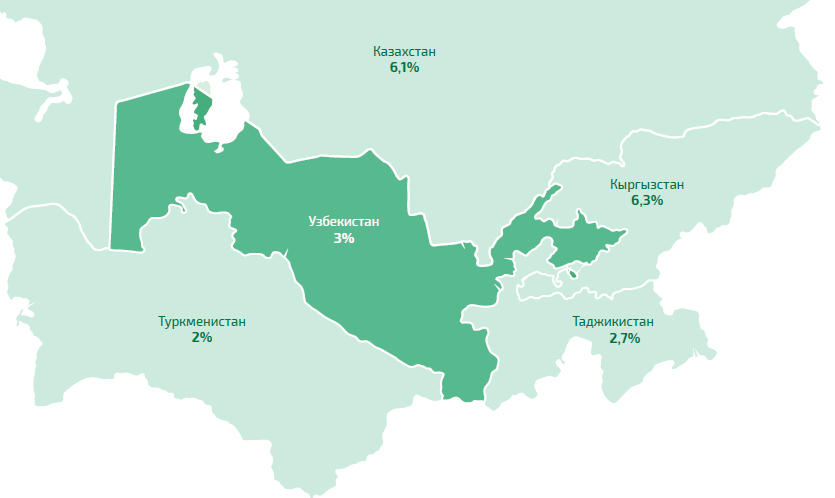
Поширеність ВІЛ в Центральній Азії

В Узбекистані є актуальною проблема поширення ВІЛ серед трудових мігрантів, які виїжджають за межі країни на тривалий час. За оцінками експертів, щорічно не менше 600 тис. громадян Узбекистану виїжджають на заробітки, при цьому 70% з них прямують до Росії, де мешкає 70% всіх ВІЛ-позитивних людей в регіоні СЄЦА, і поширеність ВІЛ серед дорослого населення в країні становить 1,2%. 
В Узбекистані передбачено обов'язкове тестування на ВІЛ мігрантів, які перебували більше від трьох місяців за межами країни, після їх повернення до місця проживання. Так, 2017 р. на ВІЛ було обстежено 399950 трудових мігрантів, з яких в 588 випадках було виявлено ВІЛ (74% — чоловіки, 26% — жінки у віці 29-59 років). 

## ВІЛ-інфекція серед ЧСЧ
Згідно з оцінкою чисельності (2016 р.) в Узбекистані налічується 3000 ЧСЧ. За іншими даними, оцінне число ЧСЧ може становити 8000 чоловік, проте всі ці дані можуть бути недостатньо надійними. 
За даними дозорного епідеміологічного нагляду (ДЕН) поширеність ВІЛ серед ЧСЧ в Узбекистані за попереднє десятиліття знизилась. Протягом декількох років показник був стабільним і в 2015 році становив 3,3%. У той же час відзначається значне зростання поширеності гепатиту С серед ЧСЧ: у 2013 році показник становив 4%, а в 2015 — 18,5%. Поширеність сифілісу коливається в межах 0-1,3%. 

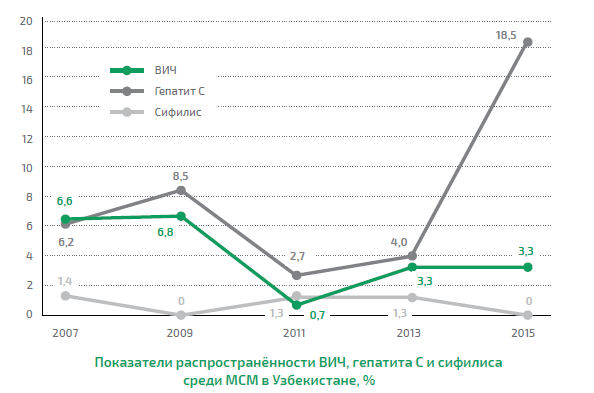
Показники поширеності ВІЛ, гепатиту С і сифілісу серед ЧСЧ в Узбекистані

Використання презерватива при останньому анальному статевому контакті з чоловіком збільшилась (у 2015 р. — 94,6%),. 
З 2007 р. майже подвоїлась частка ЧСЧ, які пройшли в останні 12 міс. тестування на ВІЛ і знають свої результати. Згідно з опублікованими даними (ДЕН 2015 р.) цей показник становить 56,1%. 

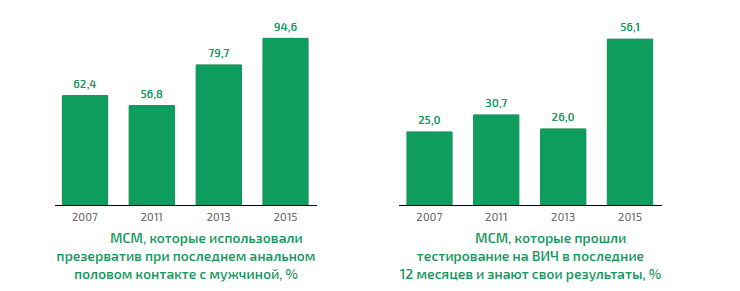
МСМ, які використовували презерватив при останньому анальному сексі з іншим чоловіком

Транс-люди в Узбекистані є невивченою спільнотою, члени якої приховують свою транс-ідентичність. Поодинокі дані свідчать про серйозні перешкоди на шляху до отримання послуг профілактики ВІЛ, зокрема, повністю відсутні дружні лікарі. Транс-люди, як і вся ЛГБТ-спільнота в країні, стикаються з повсюдною дискримінацією та стигматизацією.

## Профілактика ВІЛ серед ЧСЧ
З 2004 року в Узбекистані реалізуються проекти з протидії ВІЛ серед уразливих груп в рамках грантів Глобального фонду для боротьби зі СНІДом, туберкульозом та малярією (ГФ). 
З 2016 року основним реципієнтом гранту ГФ став Республіканський Центр по боротьбі зі СНІДом. Згідно з прийнятими нормативно-правовим актами заплановано збільшення частки державних коштів на боротьбу з ВІЛ. Зокрема, Постановою Президента Республіки Узбекистан 2018 «Про заходи щодо подальшого вдосконалення системи протидії поширенню захворювання, що викликається вірусом імунодефіциту людини в Республіці Узбекистан» передбачено до 2021 р. поетапне збільшення коштів з державного бюджету на забезпечення антиретровірусними препаратами та тест-системами для моніторингу ефективності лікування ВІЛ-інфікованих осіб. У 2017 році в сфері протидії епідемії ВІЛ виділено 24,8 млн дол. США, частка державного фінансування становить понад 17,4 млн дол. США. На реалізацію державної програми з протидії поширенню ВІЛ-інфекції в Республіці Узбекистан на 2018 рік передбачено 9,028 млн дол. США, з них 3,359 млн дол. США з державного бюджету. 
Основним документом, що регулює питання протидії ВІЛ в країні, є Закон Республіки Узбекистан від 2013 р. «Про протидію інфекції, спричиненої вірусом імунодефіциту людини (ВІЛ-інфекції)». Затверджено Державну програму на 2019-2022 рр. щодо додаткових заходів протидії поширенню ВІЛ-інфекції в Республіці Узбекистан. Комплексна стратегія щодо запобігання поширенню ВІЛ реалізується через державну загальнонаціональну мережу, що складається з Республіканського центру по боротьбі зі СНІДом і 14 регіональних Центрів по боротьбі зі СНІДом республіканського, обласного та міського (м. Ташкент) рівнів. 
Для вразливих груп в країні функціонують дружні кабінети (ДК) і кабінети довіри, останні надають послуги профілактики ВІЛ для ЛВІН. Переважна більшість дружніх кабінетів розташовуються на базі державних установ — сімейних поліклінік, і надають такі послуги, як до- та післятестове консультування, анонімне безкоштовне експрес-тестування на ВІЛ, поширення інформаційних матеріалів і засобів захисту, перенаправлення до інших спеціалістів на лікування ІПСШ. У деяких ДК працюють соціальні працівники, найняті місцевими неурядовими організаціями (НУО). Профілактичні заходи серед ЧСЧ реалізує тільки одна НУО — «Істікболлі авлод», проте рівень ВІЛ-сервісу організації здається обмеженим, а довіра цільової групи — низькою. Ефективність ДК могла б бути вищою, якби робота не була спрямована, в більшій частині, на загальне населення. Послуги, що надаються ДК, малопопулярні, інформація про роботу недостатня і мало поширена. Крім цього, на шляху до послуг ДК існує низка бар'єрів, зокрема, упереджене ставлення медичного персоналу, можливе розголошення інформації про ВІЛ-статус, а також про ризиковані сексуальні практики, обмежене надання засобів захисту і їх нерегулярна доступність. Значним бар'єром є брак анонімності звернень, адже для отримання повторної консультації або лікування необхідно надати особисту інформацію. 
За останні кілька років розширюється географія послуг профілактики ВІЛ для ЧСЧ. У 2014 р. профілактичні заходи серед ЧСЧ здійснювалися в трьох регіонах країни, а в 2017 — в п'яти. 2017 р. 2039 МСМ охоплені профілактичними заходами, їм роздані 151918 презервативів (75 одиниць на одного ЧСЧ), більш 612 МСМ були протестовані на ВІЛ. 
У той же час МСМ залишаються важкодоступною групою для профілактичних програм, є відомості, що охоплення ЧСЧ профілактикою ВІЛ є низьким. За результатами ДЕН 2013 р. 48% ЧСЧ не отримували презерватіви протягом останнього місяця, 85% не отримували консультації з питань ВІЛ-інфекції, 73% не отримували інфоматеріалов. 
На охоплення ЧСЧ профілактикою значно впливає законодавство країни. Згідно з Кримінальним кодексом Узбекистану за одностатеві сексуальні контакти чоловіків передбачено обмеження волі від одного до трьох років або позбавлення волі на строк до трьох років. 
Проведення профілактики серед ЧСЧ також ускладнює значний рівень стигми та дискримінації з боку суспільства, а також правоохоронних органів.

## Стратегічна інформація про ВІЛ
Даних про епідемію ВІЛ-інфекції в Узбекистані вкрай мало, а інформація про ВІЛ серед ЧСЧ ще більш мізерна. Що ж стосується транс-людей, то дані відсутні зовсім. На вебресурсах державних структур, які беруть участь у протидії ВІЛ, інформація про ситуацію в країні, динаміку розвитку епідемії, результати виконання національних програм відсутні. У відкритому доступі складно знайти звіти за результатами досліджень серед уразливих груп. Дослідження високої якості, які б оцінювали поведінкові і інші практики в зв'язку з ВІЛ серед ЧСЧ, у відкритому доступі також відсутні. Недоступна інформація про роль громадянського сектора, мало висвітлена діяльність НУО як в сфері ВІЛ, так і по відношенню до ЧСЧ. Надійні дані обмежуються звітністю країни в UNAIDS, звітами і оглядами міжнародних агентств (WHO, UNDP, ECDC тощо), а також частково відображені в заявках Узбекистану до ГФ. 